# Arthrotus coomani
Arthrotus coomani es un coleóptero de la familia Chrysomelidae. Fue descrita científicamente por primera vez en 1932 por Laboissiere.